# Ceratopteris pteridioides
Ceratopteris pteridioides är en kantbräkenväxtart som först beskrevs av William Jackson Hooker, och fick sitt nu gällande namn av Georg Hans Emmo Wolfgang Hieronymus. Ceratopteris pteridioides ingår i släktet Ceratopteris och familjen Pteridaceae. Inga underarter finns listade.